# Esperant Dalí
Esperant Dalí (títol original en castellà, Esperando a Dalí) és una pel·lícula espanyola de comèdia dramàtica del 2023. Escrita i dirigida per David Pujol, és protagonitzada per José Garcia, Iván Massagué, Clara Ponsot, Nicolas Cazalé i Pol López. Gravada originalment en castellà, català i francès, s'ha doblat al català per a la plataforma 3Cat tot mantenint algunes intervencions en castellà i francès.

## Sinopsi
Els germans Fernando i Alberto són cuiners en un restaurant francès de Barcelona. Les implicacions polítiques de l'Alberto els obliguen a fugir Cadaqués de la mà d'en François, un hippie francès que viu al poble costaner.
Un cop allà, en François els presenta la Lola, la seva xicota, una atractiva biòloga marina aficionada al busseig que els aconsegueix feina com a fregaplats a El Surreal, el restaurant del seu pare Jules. El Surreal és un restaurant a Portlligat que en Jules regenta de manera molt peculiar i sempre pensant en el seu admirat Salvador Dalí. L'obsessió d'en Jules per Dalí el condueix a situacions surrealistes i accidentades, i sempre en constant tensió per la situació política del moment i l'omnipresència tensa del tinent Garrido, el qual es diverteix imposant el respecte a tots els locals de la zona sabent que el caudillo està malalt de gravetat i la situació pot canviar en qualsevol moment.
En Jules trama de totes les formes imaginàries la manera per la qual Dalí vingui al seu restaurant aprofitant que l'habilitat d'en Fernando a l'art culinari aviat fa créixer la fama d'El Surreal, però l'extravagància de Dalí fa que el desig d'en Jules sigui molt difícil d'aconseguir. La lluita constant entre la llibertat d'opinió que defensen els hippies de Cadaqués, entre els quals l'Alberto s'ha integrat i ha trobat l'amor, i la repressió del moment personificada pel tinent Garrido dona lloc a una tensió entre en Fernando i la Lola que a poc a poc es va transformant en atracció inevitable fins a arribar a l'amor veritable. La determinació d'en Jules per portar Salvador Dalí provocarà una cruïlla de camins entre la creativitat i l'univers culinari d'en Fernando i Salvador Dalí, cosa que generarà, de manera accidental, el naixement d'un xef revolucionari a escala mundial.

## Repartiment
- José Garcia: Jules
- Ivan Massagué: Fernando
- Clara Ponsot: Lola
- Nicolas Cazalé: François
- Pol López: Alberto
- Alberto Lozano: Luis
- Varvara Borodina: Lesya
- Francesc Ferrer: Tonet
- Vicky Peña: Gala
- Paco Tous: Tinent Garrido
- José Ángel Egido: Arturo Caminada
- Bruno Raffaelli: Pierre
- Pep Cruz: Rafa
- Gal Soler: Salvador Dalí